# Calao de Mindoro
Penelopides mindorensis
Espèce
Statut de conservation UICN

 EN C2a(i) : En danger
Synonymes
- Penelopides panini mindorensis

Statut CITES
Le Calao de Mindoro (Penelopides mindorensis) est une espèce d'oiseau de la famille des Bucerotidae.
C'est une espèce monotypique (non subdivisée en sous-espèces). Elle est parfois considérée comme une sous-espèce du Calao tarictic.

## Distribution
Cet oiseau est endémique des forêts pluviales de Mindoro (Philippines).